# Pierre de Donadieu
Pierre de Donadieu (Puysséguier, hacia 1560 - Pouygues-les-Eaux, el 25 de marzo de 1605) era un noble militar francés, senescal de Anjou y gobernador del castillo de Angers durante las Guerras de religión de Francia, conde contratado de Beaufort en 1589.

## Biografía
De familia noble de Gascuña, hijo de Jean de Donadieu  y Madeleine de Hautpoul, ambos naturales de Narbona, era hermano mayor de François de Donadieu, abad comendatario de Bellebranche y obispo de Auxerre y posteriormente de Comminges; y François conocido como “Jean”, abad de Saint-Hilaire (en el actual departamento del Aude) y que luego fue obispo de Saint-Papoul.
Se convirtió en uno de los 45 guardias personales del Enrique III de Francia.